# Kabinett Alfred von und zu Liechtenstein (prov.)
Das Kabinett Alfred von und zu Liechtenstein war vom 24. Juni bis zum 6. August 1928 die von Fürst Johann II. ernannte provisorische Regierung des Fürstentums Liechtenstein unter Vorsitz von Regierungschef Alfred von und zu Liechtenstein. 
Nachdem das Kabinett Gustav Schädler (VP) wegen der Verwicklung führender Mitglieder der Volkspartei in den Sparkassaskandal hatte zurücktreten müssen, wurde Alfred von und zu Liechtenstein kommissarisch mit der Regierungsführung beauftragt. Der Landtag wurde vom Fürsten ebenfalls aufgelöst, sodass am 15. und 29. Juli vorgezogene Landtagswahlen stattfanden. Diese wurden von der Fortschrittlichen Bürgerpartei (FBP) deutlich gewonnen, sodass Josef Hoop (FBP) am 6. August 1928 mit der Regierungsführung betraut werden konnte.

## Kabinettsmitglieder
|                | Bild                                                          | Name                            | Amtszeit                  | Landschaft |  |
| Regierungschef |                                                               |                                 |                           |            |  |
|                | provisorischer Regierungschef Alfred von und zu Liechtenstein | Alfred von und zu Liechtenstein | 24. Juni – 6. August 1928 | –          |  |
| Regierungsräte |                                                               |                                 |                           |            |  |
|                | Regierungsrat Peter Büchel                                    | Peter Büchel                    | 24. Juni – 6. August 1928 | Unterland  |  |
|                | Regierungsrat Josef Gassner                                   | Josef Gassner                   | 24. Juni – 6. August 1928 | Oberland   |  |